# Маріон Ремсі
Маріон Ремсі (англ. Marion Ramsey; 10 травня 1947 — 7 січня 2021) — американська акторка, співачка та композиторка.

## Біографія
Маріон Ремсі народилася 10 травня 1947 року в місті Філадельфія, штат Пенсільванія. 
Почала акторську кар'єру в 1964 році, знявшись у фільмі «Привіт, Доллі!». Потім з'явилася у телесеріалі «Джефферсони». Стала популярною після ролі боязкої Лаверни Гукс у фільмі «Поліцейська академія» (1984). 
Також вона талановита співачка і композиторка, пише пісні разом з Haras Fyre. Як композитор написала пісні «Supernatural Thing», «This Time I'll Be Sweeter», «Satan's Daughter» для Гарі Гліттера.
Маріон Ремсі активно виступала з метою підвищення обізнаності про ВІЛ/СНІД і брала участь у благодійності, виступаючи на щорічному заході щодо збору коштів Divas Simply Singing.
Померла 7 січня 2021 року в Лос-Анджелесі.

## Фільмографія
| Рік  |    | Українська назва                                   | Оригінальна назва                         | Роль                      |
| ---- | -- | -------------------------------------------------- | ----------------------------------------- | ------------------------- |
| 1976 | с  | Джефферсони                                        | The Jeffersons                            | Трейсі Девіс              |
| 1976 | с  | Кос                                                | Cos                                       | Regular                   |
| 1984 | тф | Сімейні секрети                                    | Family Secrets                            | Linda Jones               |
| 1984 | ф  | Поліцейська академія                               | Police Academy                            | Лаверна Гукс              |
| 1985 | ф  | Поліцейська академія 2: Їх перше завдання          | Police Academy 2: Their First Assignment  | Лаверна Гукс              |
| 1986 | ф  | Поліцейська академія 3: Знову до академії          | Police Academy 3: Back in Training        | Гукс                      |
| 1987 | ф  | Поліцейська академія 4: Квартальна охорона порядку | Police Academy 4: Citizens on Patrol      | Гукс                      |
| 1988 | ф  | Поліцейська академія 5: Операція Маямі-біч         | Police Academy 5: Assignment: Miami Beach | Гукс                      |
| 1989 | ф  | Поліцейська академія 6: Місто в облозі             | Police Academy 6: City Under Siege        | Гукс                      |
| 1990 | с  | Макгайвер                                          | MacGyver                                  | поліцейська               |
| 1991 | с  | Беверлі-Гіллз, 90210                               | Beverly Hills, 90210                      | радниця                   |
| 1993 | с  | Джонні Бего                                        | Johnny Bago                               | Медсестра Роберта Томпсон |
| 1993 | в  | Джон Вірго: Граючи для сміху                       | John Virgo: Playing for Laughs            | офіцерка Гукс             |
| 1993 | с  | Найдорожчий тато                                   | Daddy Dearest                             | поліцейська 2             |
| 1994 | с  | Щоденник няні                                      | The Nanny                                 | жінка в аудиторії         |
| 2001 | ф  | Маніакти                                           | Maniacts                                  | повія                     |
| 2003 | тф | Рецепт катастрофи                                  | Recipe for Disaster                       | поліцейська на мотоциклі  |
| 2006 | мс | Робоцип                                            | Robot Chicken                             | Лаверна Гукс / учителька  |
| 2007 | в  | Хай допоможе нам Бог                               | Lord Help Us                              | Дорета Джексон            |
| 2007 | ф  | Украдені моменти вересня                           | The Stolen Moments of September           | міс Хеншо                 |
| 2009 | с  | Не телебачення, а просто кошмар!                   | Tim and Eric Awesome Show, Great Job!     | Гаррієт                   |
| 2012 | ф  |                                                    | Who Killed Soul Glow?                     |                           |
| 2013 | ф  | Знову Вавилон                                      | Return to Babylon                         | міс Епплбаум              |
| 2014 | ф  |                                                    | Wal-Bob's                                 | Ліліан                    |
| 2015 | тф |                                                    | Lavalantula                               |                           |
| 2015 | ф  |                                                    | DaZe: Vol. Too (sic) — NonSeNse           | Ms. Thenusda Norbuckle    |
| 2016 | ф  |                                                    | Vendetta                                  | Вільгельміна Тібодо       |